# Panimerus serbicus
Panimerus serbicus är en tvåvingeart som beskrevs av Krek 1985. Panimerus serbicus ingår i släktet Panimerus och familjen fjärilsmyggor. Inga underarter finns listade i Catalogue of Life.